# Bloischdorf
Bloischdorf, niedersorbisch Błobošojce, ist ein Ortsteil der Gemeinde Felixsee im Landkreis Spree-Neiße in Brandenburg. Felixsee wird vom Amt Döbern-Land verwaltet. Bloischdorf war bis 1816 eine Exklave des schlesischen Kreises Sagan in der damals sächsischen Niederlausitz.

## Lage
Bloischdorf liegt in der Niederlausitz und gehört zum amtlichen Siedlungsgebiet der Sorben/Wenden. Es liegt ca. zehn Kilometer ostnordöstlich von Spremberg und knapp sechs Kilometer südwestlich von Döbern. Es ist über eine kleine Straße von Groß Luja zu erreichen, die dort von der L 48 abzweigt oder auch über die K7105, die ebenfalls in Groß Luja von der L 48 abzweigt und über Türkendorf (Ortsteil der Stadt Spremberg) nach Bloischdorf führt. Die K7105 führt weiter nach Graustein. Kleinere Straßen führen von Bloischdorf auch nach Reuthen und Klein Loitz (beide Orte sind Ortsteile der Gemeinde Felixsee). Die Gemarkung Bloischdorf grenzt im Norden an die Gemarkung von Wadelsdorf, im Nordosten an Klein Loitz, im Osten an Reuthen, im Südosten an Schönheide, im Süden an Graustein, im Westen an Türkendorf und im Nordwesten über eine sehr kurze Erstreckung an Groß Luja.
Bloischdorf liegt auf 126 m ü. NHN. Der höchste Punkt der Gemarkung ist der Spitzberg mit 162,4 m. Tiefster Punkt der Kiebitzgraben Bloischdorf am westlichen Gemarkungsrand mit 120 m. Der Kiebitzgraben Bloischdorf hat seinen Ursprung südwestlich des Ortskern und ist dort zu einem Teich aufgestaut.
Zu Bloischdorf gehört der Wohnplatz Bloischdorf-Kolonie sowie eine Häusergruppe am südlichen Gemarkungsrand (Bergstraße 15 bis 18).

## Geschichte
Bloischdorf erscheint erstmals schriftlich in der Meißner Bistumsmatrikel vom Jahr 1495, die jedoch sicher einen älteren Vorgänger von 1346 hatte. Die Erstnennung von 1296 wie in der Homepage des Amtes Döbern-Land angegeben, konnte mangels Quelle nicht verifiziert werden. In den verschiedenen Handschriften erscheint der Name als Blasdorf, Blosdorff und Bloßdorff. 1509 ist der Ort als Blastorf erwähnt. Der Dorfstruktur nach war es ursprünglich ein Sackgassendorf. Der Name ist ein slawisch-deutscher Mischname. Das Beiwort ist von einem slawischen Personennamen Blož oder Bloš abgeleitet.
Nach 1474 wurde Hans von Helwigsdorf (Helbistorff) genannt Racke mit einem jährlichen Zins in Höhe von 8 Schock im Dorf Bloischdorf, der itzt einteils wust sind und einer Wiese in der Horlitza gelegen und der dortigen Trift belehnt. Die Lehnstücke hatte er von Hans vom Berge gekauft. Im Huldigungsverzeichnis von 1474 heißt er Hans Racko. Im Ritterdienstverzeichnis von 1472 ist er unter den Ausländischen gelistet: Hanß Racke 1 Pfert mitsampt Hanß vom Berge.
Am 16. April 1509 wurde ein Erhardt Schkoppe mit seinen Gütern, darunter Bloischdorf belehnt. Da er seine alten Lehnbriefe nicht mitgebracht hatte, sollte er sie später einschicken. 1519 erscheint er im Verzeichnis der Saganer Mannen als Erhart Zschopp zu Blawnßdorff. 1523 wurden die Brüder Christof, Heinrich und Hans von Schkopp nach dem Tod ihres Vaters mit Bloischdorf belehnt. Die alten Lehnbriefe waren bei einem Brand ihres Wohnhauses vernichtet worden. 1535 starb Christof und 1540 erhielten Heinrich und Hans die Belehnung von Heinrich dem Frommen von Sachsen, der auch Herzog von Sagan war.
1549 tauschten die Heinrich und Hans von Skoppau Bloischdorf gegen ein Vorwerk, Haus und Hof samt 2 Hufen Acker mit allen Freiheiten bei Forst gelegen, außerdem eine Wiese bei Jänickendorf und 800 Gulden, mit Nicol, Hans und Joachim von Seydlitz. Nach der Schatzung von 1527 für den Krieg gegen die Türken wurden die Seidelitz zu Blosdorf mit 300 Mark veranschlagt. 1573 belehnte Seifried von Promnitz, der neue Pfandherr von Sagan Michel (recte Nicol) und Heinrich von Seydlitz mit Bloischdorf. Heinrich muss bald nach der Belehnung 1573 gestorben sein. Nach Houwald saß 1578/79 ein Nicol von Seydlitz auf Bloischdorf. Er wurde am 27. September 1583 mit Bloischdorf belehnt. Mitbelehnt war sein Neffe Baltzer, Sohn des Heinrich. 1608 ist Nicol von Seydlitz auch Besitzer von Groß Luja. 1583 wohnten in Bloischdorf vier Bauern, die als arm beschrieben werden und deren Güter nur etwa 50 bis 60 Schock Groschen wert waren, und acht Häusler. Nach dem Register der Ritterdienste der Fürstentümer Sagan, Priebus und Naumburg vom 10. Juni 1594 musste Nicol Seidlitz für Bloischdorf anteilig mit anderen Rittern ein ¼ Ritterpferd im Kriegsfall stellen.
Ein weiterer Nicol von Seydlitz ist 1623 gestorben. Es kann nur der Sohn des obigen Nicol gewesen sein, und er hatte einen Bruder Hans. 1624 wurden die Söhne des Nicol, Joachim, Heinrich und Christof mit Bloischdorf belehnt; mitbelehnt war auch der Vetter Nicol, Sohn des Hans. Sie mussten 1630 Groß Luja verkaufen, und 1639 auch ihren Anteil an Graustein. Sie werden als zu Bloischdorf ansässig genannt, hatten ihren Rittersitz also nach Bloischdorf verlegt.
Joachim, Heinrich und Christof von Seydlitz sind bald darauf verstorben und Nicol wurde alleiniger Besitzer von Bloischdorf. Er machte einen Lehensfehler und versäumte die Lehn beim Herzog von Sagan rechtzeitig nachzusuchen. Am 1. März 1659 wurde das Lehen Bloischdorf von Herzog Wenzel von Lobkowitz eingezogen. Nikol begab sich nach Sagan und bat um Lehenspardon für sein Versehen. Er erbot sich sogar als Lehensstrafe 2.150 Taler zu entrichten, um Bloischdorf zurückzuerhalten.
Nun allerdings traten die Brüder Joachim, Kaspar, Balthasar, Nickol, Hans Günther und Heinrich Christian von Kottwitz auf Sommerfeld auf den Plan. Sie brachten vor, dass Nicols Vater Hans von Seydlitz, der Vormund von ihrer Mutter Anna Dorothea von Köckeritz gewesen sei, und sich in seiner Funktion als Vormund 1620 6.000 Taler von ihrer Mutter für das Gut Bloischdorf geborgt hätte. Bisher seien weder ihr Vater noch ihre Mutter noch sie selbst in der Lage gewesen, vom Vormund oder seinen Söhnen die 6.000 Taler zurückzubekommen. Sie seien damit befugt, sich an Bloischdorf bis in Höhe der geliehenen Summe plus Zinsen schadlos zu halten. In der Streitsache bemühten die von Kottwitz auch den brandenburgische Kurfürsten Friedrich Wilhelm, der sich in einem Schreiben vom 19. September 1660 für ihre Sache beim Herzog von Sagan einsetzte. Am 20. März 1664 entschied der Herzog, dass Nicol von Seydlitz schuldig sei, die 6.000 Taler zurückzuzahlen. Nicol von Seydlitz konnte diese Summe natürlich nicht aufbringen. Gegen eine Zahlung von 900 Talern an den Lehensherrn um die Lehnskaduzität aufzuheben, erhielten die von Kottwitz am 20. März 1664 das an den Lehensherr verfallene Bloischdorf. Auf das Gut Bloischdorf wurde eine Lehnsschuld von 7.500 Talern eingetragen, die ursprüngliche Schuld von 6.000 Talern und die seither aufgelaufenen Zinsen. Anscheinend übernahm Joachim Kaspar von Kottwitz Bloischdorf, unter dessen Patronat die Kirche wieder katholisch wurde. Der Dreißigjährige Krieg hatte Bloischdorf schwer geschädigt. 1668 lebten nur ein Bauer und vier Gärtner in Bloischdorf.
Etwas später muss das Gut Bloischdorf an Kaspar Friedrich von Maxen gekommen sein. Joachim Kaspar von Kottwitz musste sicher seine Brüder für die eingetragene Lehensschuld entschädigen. Kaspar Friedrich von Maxen verkaufte Bloischdorf am 17. August 1682 an Christian Friedrich von Teitz und Gildenstern für 4.500 Taler. Dieser versäumte jedoch, die Genehmigung des Lehensherrn einzuholen und nach dem fiskalischen Prozess wurde das Lehen Bloischdorf als an den Lehensherrn heim gefallen erklärt. Christian Friedrich von Teitz und Gildenstern appellierte an den Herzog und erhielt das Gut tatsächlich gegen eine Lehensstrafe von 1.000 Reichstalern wieder zurück. Im September 1692 verkaufte er Bloischdorf für 4.250 Reichstaler und 100 Gulden Schlüsselgeld an Wolf Christoph von Kottwitz auf Muckwar und Neuhausen. Er musste sich allerdings zum Kauf 3354 Taler leihen. Er hatte am 12. Juni 1672 Eva Elisabeth von Birckholtz, Tochter des Ernst von Birckholtz auf Muckwar und der Eva Kottwitz adH. Neuhausen geheiratet. Am 7. März 1710 starb und hinterließ seine Witwe und noch zwei Söhne Christoph Erdmann und Wilhelm Seyfried. Sie leisteten am 27. Oktober 1710 den Vasalleneid. Am 15. November 1710 schlossen die beiden einen Erbvergleich, nach dem Wilhelm Seyfried Bloischdorf übernahm, mitbelehnt war sein Bruder, Christoph Erdmann zu Neuhausen und Bresinchen. Als wertmäßigen Ausgleich erhielt Wilhelm Seyfried zudem 2.650 Taler in bar. Wilhelm Seyfried war mit Anna Marianne Stutterheim verheiratet. 1753 überließ er Bloischdorf wegen hohen Alters und Leibesschwachheit seinem Sohn Carl Ehrenreich. Die Tochter Marianne Eleonore heiratete einen von Gersdorf.
Carl Ehrenreich von Kottwitz war mit Anna Barbara von Spiller verheiratet. Aus der Ehe ging ein Sohn und drei Töchter hervor. 1763 wohnten neun Gärtner in Bloischdorf. Am 1. Juli 1781 kaufte der Sohn Heinrich Wilhelm Ehrenreich Bloischdorf von seinem Vater zum Wert von 4350 Reichstalern. Schon am 28. Juni 1788 verkaufte er Bloischdorf für 9.500 Taler weiter an den Königlich-Preußischen Amtsrat und Generalpächter der Ämter Cottbus und Sielow Christian Gottlieb Hubert in Cottbus. 1791 wird Bloischdorf als ein herrschaftliches Vorwerk, mit einem Pfarrhaus, einem Bauern, zehn Gärtnern und einer Windmühle beschrieben. Der Ort hatte damals 98 Einwohner.
Christian Gottlieb Hubert starb am 8. Februar 1811 in Cottbus und hinterließ fünf Kinder, zwei Söhne und drei Töchter. Im Erbvergleich der fünf Geschwister übernahm Christian Gottlob Hubert Bloischdorf zum Wert von 11.000 Reichstalern. Christian Gottlob Hubert hatte „nur“ zwei Töchter, von denen Caroline den Kammergerichtsreferendar Theodor von Reinsperg heiratete, die andere, Johanna, unverheiratet blieb. Die ältere Tochter Caroline erbte Bloischdorf, die jüngere Johanna erbte Türkendorf. Caroline geb. Hubert und Theodor von Reinsperg hatten drei Kinder: Carl, Auguste und Therese.
1820 zählte Bloischdorf 21 Feuerstellen mit 117 Einwohnern. In Bloischdorf-Kolonie wohnten damals 39 Bewohner in acht Wohnhäuser. In Müllers Wörterbuch von 1835 finden sich folgende Zahlen: Bloischdorf 24 Häuser, 120 Einwohner, Bloischdorf-Kolonie 9 Häuser, 50 Einwohner.
1837 wurden in Bloischdorf die gutsherrlichen Renten abgelöst: die Gutsherrschaft erhielt eine Entschädigung in Höhe von 1.716 Reichstalern und 20 Groschen. 1841 wurde der Rittergutsbesitzer von Reinsperg auf Bloischdorf zum Feuer- und Wegepolizei-Commissarius für den 1sten Spremberger Bezirk ernannt. Im Urmesstischblatt 4452 Spremberg von 1846 ist südlich des Ortskerns eine Windmühle eingetragen. Im Urmesstischblatt 4352 Sellessen ist Bloischdorf-Kolonie als Bloischdorfer Schänke eingetragen.

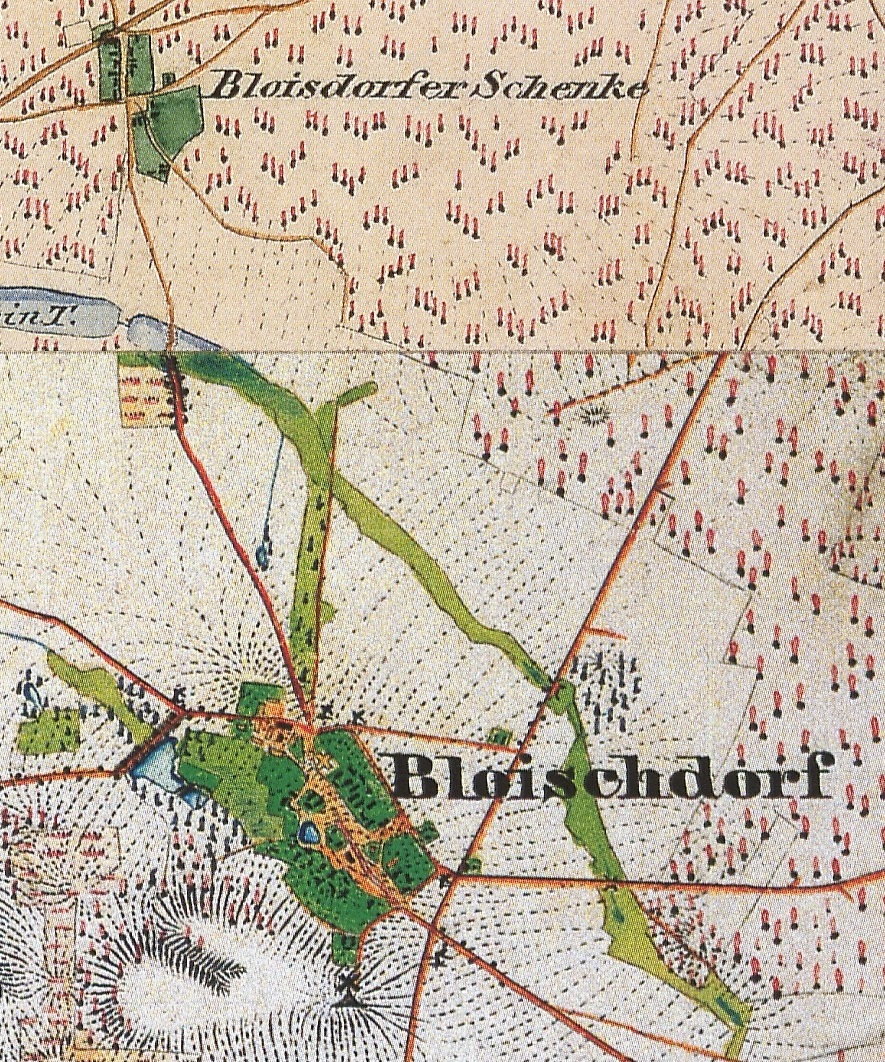
Bloischdorf auf den Urmesstischblätter 4352 Sellessen und 4452 Spremberg von 1845 und 1846 kombiniert

Für 1853 nennt Berghaus Frau Caroline von Reinsperg als Besitzerin von Bloischdorf. Das Gut Bloischdorf hatte damals eine Größe von 1131 Morgen 148 Quadratruten, davon waren 498 Morgen 150 Quadratruten Acker, 25 Morgen 165 Quadratruten Wiesen und 515 Morgen 130 Quadratruten Forst. 1856 wurde das Gut Bloischdorf von einem Verwalter Vogel geführt. 1857 nennt das Adress-Buch der Rittergutsbesitzer und Rittergüter in den Preußischen Staaten die verw. Frau von Reinsperg als Besitzerin von Bloischdorf. 1858 hatte Bloischdorf 35 Häuser und 185 Einwohner. Die Herrschaft betrieb eine Brennerei.
Am 17. Dezember 1862 heiratete Auguste von Reinsperg, Tochter des Theodor von Reinsperg und der Caroline geb. Hubert den Rudolph Friedrich Wilhelm Johannes d'Houdan de Villeneuve in Drebkau. Sie erbte später das Gut Bloischdorf. 1875 wurde der Rittergutsbesitzer Premier-Lieutenant a. D. von Villeneuve zum Amtsvorsteher des 3. Amtsbezirks des Kreises Spremberg ernannt. 1879 hatte das Gut Bloischdorf eine Gesamtgröße von 251,52 ha, davon waren 73,88 ha Acker, 6,71 ha Wiesen, 10,09 ha Hutung und 2,2 ha Wasser. Der Grundsteuerreinertrag ist mit 1465,77 Mark beziffert. Das Handbuch des Grundbesitzes im Deutschen Reiche von 1885 gibt folgende Zahlen: 257 ha Gesamtgröße, davon 75 ha Acker, 7 ha Wiesen, 10 ha Hutung, 163 ha Wald und 2 ha Wasser. Der Grundsteuerreinertrag ist hier mit 1466 Mark vermerkt. Als Besitzer sind Frau Auguste von Villeneuve geb. v. Reinsperg'sche Erben angegeben.
Am 9. September 1887 kaufte der Regierungsreferendar Georg Seydel-Liebesitz das Gut Bloischdorf, der es bereits am 3. Oktober 1888 weiter an Frau Rentier Emma Heckmann geb. Kilian aus Drebkau weiter veräußerte, die das Gut von Verwalter Carl Johannes Kypke bewirtschaften ließ. Am 19. November 1898 kaufte es der Kaufmann Fritz Carl Bonn aus Berlin. Am 1. September 1900 wurde das Gut Bloischdorf von Leutnant Julius Hugo Böhm erworben, dem auch das Gut im benachbarten Türkendorf gehörte. 1929 hatte das Gut eine Gesamtgröße von 283 ha, davon waren 152 ha Acker, 13 ha Wiesen, 12 ha Weiden, 98 ha Holzung, 8 ha Unland und 0,3 ha Wasser. Der Grundsteuerreinertrag ist mit 1622 Mark angesetzt. Auf dem Hof standen 12 Pferde, 60 Stück Rindvieh, davon 30 Kühe. Sein Sohn Hugo Julius Böhm (* 1903) bewirtschaftete das Gut bis zur Enteignung 1945.
| Bevölkerungsentwicklung von 1818 bis 2000 | Bevölkerungsentwicklung von 1818 bis 2000 | Bevölkerungsentwicklung von 1818 bis 2000 | Bevölkerungsentwicklung von 1818 bis 2000 | Bevölkerungsentwicklung von 1818 bis 2000 | Bevölkerungsentwicklung von 1818 bis 2000 | Bevölkerungsentwicklung von 1818 bis 2000 | Bevölkerungsentwicklung von 1818 bis 2000 | Bevölkerungsentwicklung von 1818 bis 2000 | Bevölkerungsentwicklung von 1818 bis 2000 | Bevölkerungsentwicklung von 1818 bis 2000 | Bevölkerungsentwicklung von 1818 bis 2000 | Bevölkerungsentwicklung von 1818 bis 2000 | Bevölkerungsentwicklung von 1818 bis 2000 | Bevölkerungsentwicklung von 1818 bis 2000 | Bevölkerungsentwicklung von 1818 bis 2000 | Bevölkerungsentwicklung von 1818 bis 2000 | Bevölkerungsentwicklung von 1818 bis 2000 | Bevölkerungsentwicklung von 1818 bis 2000 |
| ----------------------------------------- | ----------------------------------------- | ----------------------------------------- | ----------------------------------------- | ----------------------------------------- | ----------------------------------------- | ----------------------------------------- | ----------------------------------------- | ----------------------------------------- | ----------------------------------------- | ----------------------------------------- | ----------------------------------------- | ----------------------------------------- | ----------------------------------------- | ----------------------------------------- | ----------------------------------------- | ----------------------------------------- | ----------------------------------------- | ----------------------------------------- |
| Jahr                                      | 1791                                      | 1818                                      | 1846                                      | 1858                                      | 1871                                      | 1890                                      | 1900                                      | 1910                                      | 1925                                      | 1939                                      | 1946                                      | 1950                                      | 1964                                      | 1971                                      | 1981                                      | 1991                                      | 2000                                      |                                           |
| Einwohner                                 | 98                                        | 117                                       | 195                                       | 185                                       | 211                                       | 202                                       | 196                                       | 211                                       | 252                                       | 215                                       | 193                                       | 222                                       | 229                                       | 224                                       | 204                                       | 196                                       | 200                                       |                                           |

## Kommunale Zugehörigkeit
Der Ort gehörte im Mittelalter als Exklave zur Herrschaft Priebus. Diese ursprünglich niederlausitzische Herrschaft wurde 1419 mit dem Herzogtum Sagan vereinigt und 1429 an Schlesien angeschlossen. Wie diese Verbindung zustande kam, ist ungeklärt. Sie blieb eine schlesische Exklave bis 1816. 1742 bzw. endgültig 1763 wurde Schlesien preußisch und Bloischdorf wurde somit auch eine preußische Exklave in der sächsischen Niederlausitz. 1815 musste das Königreich Sachsen die Niederlausitz an Preußen abtreten. Damit kamen auch die Nachbarorte an Preußen. Mit der Kreisreform von 1816 kam Bloischdorf zunächst zum Kreis Spremberg-Hoyerswerda, der bereits 1824 wieder aufgelöst wurde. Bloischberg kam nun wieder zum Kreis Spremberg und blieb auch durch die weiteren Kreisreformen von 1950 und 1952 in der damaligen DDR immer im Kreis Spremberg. Der Kreis Spremberg wurde 1990 noch in Landkreis Spremberg umbenannt und 1993 mit den Kreisen Forst (Lausitz), Guben und Cottbus zum Landkreis Spree-Neiße zusammengeschlossen.
Um 1860 war Bloischdorf in einen Gemeindebezirk und einen Gutsbezirk aufgeteilt. Mit der Bildung der Amtsbezirke 1874 wurde Bloischdorf dem Amtsbezirk 3 Reuthen zugewiesen. Zum Amtsvorsteher wurde 1875 der Rittergutsbesitzer Rudolph Friedrich Wilhelm Johannes d'Houdan de Villeneuve von Bloischdorf bestimmt. 1928 wurden Gemeindebezirk und Gutsbezirk zur Landgemeinde Bloischdorf vereinigt. Mit der Bildung der Ämter im Land Brandenburg 1992 schloss sich Bloischdorf mit 13 anderen Gemeinden zum Amt Hornow/Simmersdorf zusammen. Zum 31. Dezember 2001 schloss sich Bloischdorf mit Bohsdorf, Friedrichshain und Klein Loitz zur Gemeinde Felixsee zusammen. Die neue Gemeinde wurde dem Amt Döbern-Land zugeordnet. Seither ist Bloischdorf ein Ortsteil der Gemeinde Felixsee. Ortsvorsteher 2019 ist Enrico Kranig.

## Kirchliche Zugehörigkeit
Im Zuge der Einführung der Reformation wurde auch Bloischdorf im 16. Jahrhundert, wie fast die gesamte Niederlausitz, protestantisch. 1668 wurde in Bloischdorf, nach Umsetzung des Prinzips cuius regio, eius religio als Ergebnis des Westfälischen Friedens, wie im ganzen katholischen Herzogtum Sagan, der evangelische Pastor vertrieben. Als Folge dessen wurde die mittelalterliche Dorfkirche wieder katholisch, die Bevölkerung des Dorfes blieb aber weiterhin evangelisch. So ist die Josefskirche von Bloischdorf heute die einzige mittelalterliche katholische Dorfkirche in Brandenburg. Die evangelischen Bewohner des Ortes gehen bis heute nach Graustein zur Kirche. Die Josefskirche gehört zur katholischen Pfarrei Spremberg. Die evangelische Kirchengemeinde gehört zu Groß Luja/Graustein in der Evangelischen Kirche Berlin-Brandenburg-schlesische Oberlausitz.

## Denkmale und Sehenswürdigkeiten
Die Denkmalliste des Landes Brandenburg für den Landkreis Spree-Neiße weist folgende Baudenkmale aus.
- Nr. 09125025 Dorfstraße, Katholische Dorfkirche
- Nr. 09125026 Dorfstraße 8 Wohnhaus
- Nr. 09125027 Dorfstraße 24 Wohnhaus
- Nr. 09125028 Dorfstraße 25 Wohnhaus mit Stallgebäude
- Nr. 09125363 Gartenstraße 34 Hofanlage mit Wohnhaus, Stallgebäude, Scheune, Remise, Schuppen, Obstgarten und Wiese

Sehenswert ist auch die Museumsscheune mit einer Ausstellung zur historischen Hauslandschaft und zum ländlichen Leben, Wohnen und Arbeiten unter besonderer Berücksichtigung der sorbischen Kultur, des sorbischen Siedlungsgebietes in der Niederlausitz, bereichert durch wechselnde Sonderausstellungen und Veranstaltungen.

## Anmerkung
1. ↑  Die Meißner Bistumsmatrikel werden häufig mit 1346 angegeben, sie sind jedoch mit 1495 zu datieren. Sie beruhen jedoch auf einer älteren Vorlage.